# Monuniosz illír király
Monuniosz (ógörög Μονούνιος, latin Monunius) az ókori Illír Királyság uralkodója, feltehetőleg az i. e. 290 és 270 közötti két évtizedben. Uralkodása alatt a taulant partvidék megerősítése mellett kiterjesztette hatalmát Dasszarétiára is, és sikertelen háborút folytatott Makedónia meghódításáért. Az illír királyok sorában elsőként veretett saját pénzt.

## Származása
Monunioszt és utódját, Mütiloszt gyakran említik a dardánok királyaiként, akik fennhatóságukat az Adriai-tenger partvidékére is kiterjesztették. Ezt a feltételezést azonban sem a klasszikus források, sem a régészettudomány eredményei nem támasztják alá. Az ókori munkákban egyértelműen az i. e. 230-as évektől uralkodó Longarosz az első megnevezett dardán király, Pompeius Trogus pedig kifejezetten az illírek királyaként említi Monunioszt. Emellett a Monuniosz és Mütilosz által a partvidéken veretett pénzérmék az egykori Dardánia területén végzett ásatásokról nem kerültek elő, ami legalábbis kétségessé teszi dardán királyi mivoltukat. Neritan Ceka albán régész szerint a tévesztés abból fakadhat, hogy egy évszázaddal később valóban uralkodott egy Monuniosz nevű király a dardánok felett, és ez alapján kényelmes feltételezésként adódik a 3. század eleji illír király dardánként való azonosítása.
A Glaukiasz uralkodásának végétől, i. e. 302-től az Agrón király i. e. 231-es medioni győzelméig ívelő időszak illír uralkodóinak kronológiáját és genealógiáját nem őrizték meg a klasszikus történeti munkák szerzői. Bár Glaukiaszt még a taulantok, Agrón apját, II. Pleuratoszt pedig már az ardiaták közé tartozó királyként ismerjük, a 2010-es években albán történészek felvetették annak a lehetőségét, hogy valójában Glaukiasztól Agrónig egyenes volt a leszármazási sor. Ezek szerint Agrón Mütilosz unokája, vagyis Monuniosz dédunokája lehetett. Amennyiben ennek megfelelően Monuniosz valóban az előtte uralkodó II. Bardülisz fia volt, úgy nővérén, Birkennán keresztül sógora lehetett I. Pürrhosz épeiroszi királynak.

## Uralkodása

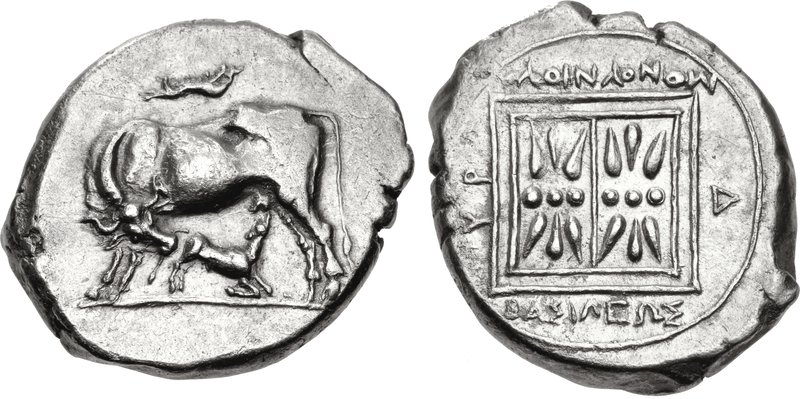
Monuniosz ezüst tridrachmájának elő- és hátlapja

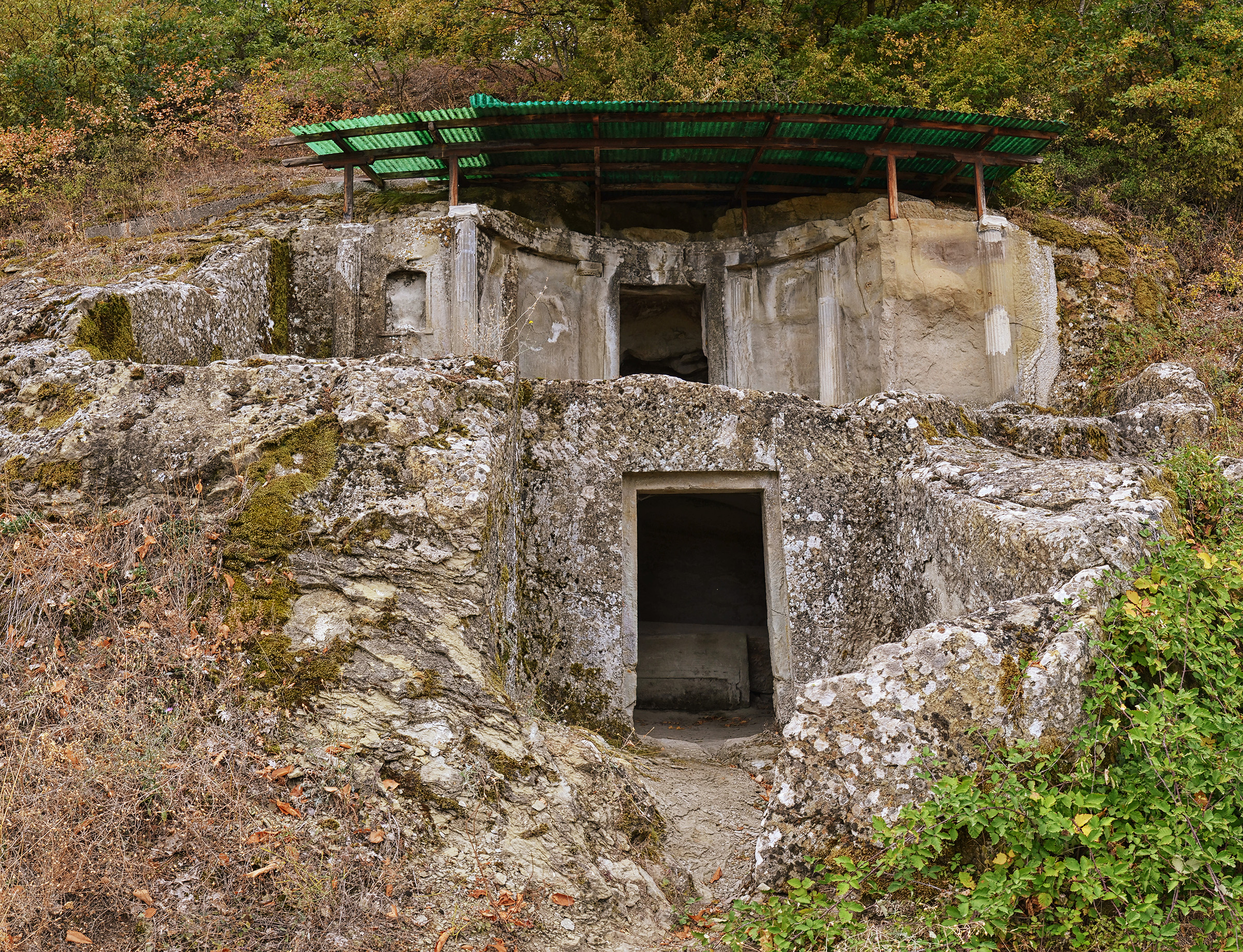
Monuniosz király feltételezett sírja Selca e Poshtméban

A Frontinus és Iustinus által megőrzött történeti hagyomány szerint az i. e. 284–282 körüli években az épeiroszi uralkodó, Pürrhosz hadat viselt az illírek ellen, és meghódította „fővárosukat” is. Ennek azonban ellentmondani látszanak más, korábbi klasszikus forrásmunkák, legfőképp Pompeius Trogus históriája, amely szerint Monuniosz ugyanebben az időszakban, az i. e. 283–280 körüli években Lüszimakhosz makedón király (vagy annak fia, Ptolemaiosz Epigonosz) oldalán harcolt a diadokhoszok háborújában Ptolemaiosz Keraunosz ellen. Pürrhosz ebben az időszakban már itáliai hadjáratának tervezésével volt elfoglalva, így északi és keleti határainak biztosítása érdekében szövetséget kötött Monuniosz Illír Királyságával. Az epiróták és illírek közötti jó kapcsolatok régészeti tanúsága, hogy Monuniosz ezüstpénze nagy mennyiségben került elő az i. e. 295 után epiróta kézen lévő Kerkürából. A jelek szerint Monuniosz távlati, de soha el nem ért célja Makedónia meghódítása volt. Erre utal a numizmatikai leletekből ismert, csupán egyetlen példányban előkerült, Monuniosz névjelével (ΜΟΝΟΥΝΙΟΥ … ΣΙΛΕΩ…) ellátott pénzérme, amely a nagy makedón király, III. Alexandrosz (vagy ismertebb nevén Nagy Sándor) által veretett ezüstpénz motívumait másolja: előlapja Héraklész portréját, hátlapja az olümposzi trónján ülő Zeuszt ábrázolja.
Monuniosz volt az illírek első királya, aki saját pénzt veretett. Nagy tömegben előkerült ezüst tridrachmájának felirata ΒΑΣΙΛΕΩΣ ΜΟΝΟΥΝΙΟΥ (BASZILEÓSZ MONUNIU, ’Monuniosz királyé’), amelynek előlapján egy borját szoptató tehén, felette pedig az illírek jelvényeként ismert vaddisznóállkapocs ábrázolása látható. Az érmén olvasható ΔΥΡΡΑ (DÜRRA) felirat a pénzverés helyére, Epidamnoszra utal (amelynek informálisan már ekkor Dürrakhion volt a görög neve).
A Monuniosz uralma alatt álló területet hagyományosan az Adriai-tenger partvidékére, az Epidamnosz és Apollónia poliszok mögött elterülő hátországra, Taulantia vidékére teszik. Uralkodása alatt fennhatóságát kiterjesztette Epidamnoszra is, de Apollónia megőrizhette önállóságát. Egyes történeti és régészeti adatok azonban arra utalnak, hogy birodalma ennél jóval kiterjedtebb lehetett, az Adriai-tenger partvidékétől egészen a makedón határig, a Lünkésztiszi-tavak (a mai Ohridi- és Preszpa-tó) vidékéig húzódott. Tridrachmája nagyszámban került elő az eugenumi ásatásokról, ami alapján feltételezik, hogy ez az erődített település lehetett egyik székvárosa. A fővárosául adódó másik helyszín, egyúttal feltételezett végső nyughelye a dasszaréta területen fekvő Pélion lehetett (a mai Selca e Poshtme). Az itt feltárt, és az i. e. 3. század végén kirabolt királysírok egyikén egy férfiportré látható, fején illír típusú fejvérttel. Az első világháborúban a közeli Pogradec térségéből egy rendkívül hasonló bronzsisak került elő, amelynek hátuljába a Monuniosz-pénzérmék kalligráfiájával szintén a Baszileósz Monuniu feliratot karcolták be (a bronzsisak az Antikensammlung Berlin gyűjteményének része). Mindezek alapján a pélioni királysírok egyikét az i. e. 270 körül elhunyt Monuniosz sírjaként tartják számon. Halála után Mütilosz – feltételezések szerint Monuniosz fia – lett az Illír Királyság uralkodója.